# Grande Prêmio Ciclista a Marsellesa de 2020
A 41.ª edição da clássica ciclista Grande Prêmio Ciclista a Marsellesa foi uma carreira na França que se celebrou a 2 de fevereiro de 2020 com início e final na cidade de Marselha sobre um percurso de 145,3 km.
A carreira fez parte do UCI Europe Tour de 2020, calendário ciclístico dos Circuitos Continentais da UCI dentro da categoria 1.1. O vencedor final foi o francês Benoît Cosnefroy da AG2R La Mondiale seguido do também francês Valentin Madouas da Groupama-FDJ e o belga Tom Devriendt da Circus-Wanty Gobert.

## Equipas participantes
Tomaram parte na carreira 15 equipas: 4 de categoria UCI WorldTeam, 6 de categoria UCI ProTeam e 5 de categoria Continental. Formaram assim um pelotão de 103 ciclistas dos que acabaram 87. As equipas participantes foram:
| Equipes WorldTeam (4)- Groupama-FDJ - AG2R La Mondiale - Cofidis - NTT Pro Cycling Equipes ProTeam (7)- Total Direct Énergie - Nippo Delko One Provence - Arkéa-Samsic - B&B Hotels-Vital Concept p/b KTM - Circus-Wanty Gobert - Bingoal-Wallonie Bruxelles - Sport Vlaanderen-Baloise Equipes Continentais (4)- Saint Michel-Auber 93 - Natura4Ever-Roubaix Lille Métropole - Equipo Kern Pharma - Cambodia Cycling Academy |
| |

## Classificação final
- As classificações finalizaram da seguinte forma:[4]

| \| Classificação geral \| Classificação geral \| Classificação geral \| Classificação geral \| Classificação geral \| \| Ciclista \| Ciclista \| Equipe \| Tempo \| \| \| ------------------- \| -------------------- \| ------------------------ \| ------------------- \| ------------------- \| \| 1. \| Benoît Cosnefroy \| AG2R La Mondiale \| 3h49m51s \| \| \| 2. \| Valentin Madouas \| Groupama-FDJ \| + 0s \| \| \| 3. \| Tom Devriendt \| Circus-Wanty Gobert \| + 0s \| \| \| 4. \| Jesús Herrada \| Cofidis \| + 0s \| \| \| 5. \| Edward Planckaert \| Sport Vlaanderen-Baloise \| + 17s \| \| \| 6. \| Clément Venturini \| AG2R La Mondiale \| + 17s \| \| \| 7. \| Damien Touzé \| Cofidis \| + 17s \| \| \| 8. \| Anthony Turgis \| Total Direct Énergie \| + 17s \| \| \| 9. \| Edvald Boasson Hagen \| NTT Pro Cycling \| + 17s \| \| \| 10. \| Anthony Maldonado \| Saint Michel-Auber 93 \| + 17s \| \| |                      |                          |          |
| |                      |                          |          |
| Fonte: ProCyclingStats |                      |                          |          |
| Classificação geral |                      |                          |          |
| Ciclista | Ciclista             | Equipe                   | Tempo    |
| 1. | Benoît Cosnefroy     | AG2R La Mondiale         | 3h49m51s |
| 2. | Valentin Madouas     | Groupama-FDJ             | + 0s     |
| 3. | Tom Devriendt        | Circus-Wanty Gobert      | + 0s     |
| 4. | Jesús Herrada        | Cofidis                  | + 0s     |
| 5. | Edward Planckaert    | Sport Vlaanderen-Baloise | + 17s    |
| 6. | Clément Venturini    | AG2R La Mondiale         | + 17s    |
| 7. | Damien Touzé         | Cofidis                  | + 17s    |
| 8. | Anthony Turgis       | Total Direct Énergie     | + 17s    |
| 9. | Edvald Boasson Hagen | NTT Pro Cycling          | + 17s    |
| 10. | Anthony Maldonado    | Saint Michel-Auber 93    | + 17s    |

## UCI World Ranking
O Grande Prêmio Ciclista a Marsellesa outorgou pontos para o UCI World Ranking para corredores das equipas nas categorias UCI WorldTeam, UCI ProTeam e Continental. As seguintes tabelas são o barómetro de pontuação e os 10 corredores que obtiveram mais pontos:
| Posição   | 1.º | 2.º | 3.º | 4.º | 5.º | 6.º | 7.º | 8.º | 9.º | 10.º | 11.º | 12.º | 13.º-15.º | 16.º-25.º |
| Pontuação | 125 | 85  | 70  | 60  | 50  | 40  | 35  | 30  | 25  | 20   | 15   | 10   | 5         | 3         |

| Classificação |                      |                            |        |
| Posição       | Ciclista             | Equipa                     | Pontos |
| ------------- | -------------------- | -------------------------- | ------ |
| 1.º           | Benoît Cosnefroy     | AG2R La Mondiale           | 125    |
| 2.º           | Valentin Madouas     | Groupama-FDJ               | 85     |
| 3.º           | Tom Devriendt        | Circus-Wanty Gobert        | 70     |
| 4.º           | Jesús Herrada        | Cofidis, Solutions Crédits | 60     |
| 5.º           | Edward Planckaert    | Sport Vlaanderen-Baloise   | 50     |
| 6.º           | Clément Venturini    | AG2R La Mondiale           | 40     |
| 7.º           | Damien Touzé         | Cofidis, Solutions Crédits | 35     |
| 8.º           | Anthony Turgis       | Total Direct Énergie       | 30     |
| 9.º           | Edvald Boasson Hagen | NTT                        | 25     |
| 10.º          | Anthony Maldonado    | Saint Michel-Auber93       | 20     |